# Румен Белчев
Румен Любомиров Белчев е български журналист и писател – хуморист и сатирик.

## Биография
Роден е на 12 февруари 1953 г. в Бургас. Завършва журналистика в Софийския държавен университет. Работи във вестник „Стършел“ от 1978 г., а от 1993 г. е управител на „Стършел и половин“ ООД. Води във вестника рубриката „РазПЕЧАТосване“. Сътрудничил е и на вестник „Новинар“.
Идеолог и създател на Бирената партия в България.

## Награди
Награда „Чудомир“ за хумористичен разказ (1986).
Национална литературна награда за хумор и сатира „Райко Алексиев“(2020) 